# 프랭클린 협회

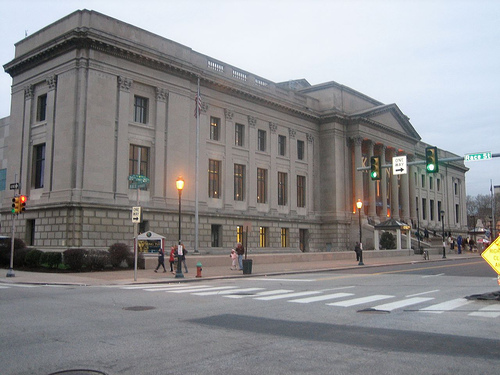
프랭클린 협회

프랭클린 협회(Franklin Institute)는 미국 펜실베이니아 필라델피아에 있는 과학박물관이자 과학교육 및 연구센터로 벤자민 프랭클린의 이름을 따서 1824년 사업가 새뮤얼 보건 메릭 및 과학자 윌리엄 키팅(William Keating)에 의해 세워졌다. 프랭클린 협회는 미국에서 가장 역사가 긴 과학교육 및 발전센터들 중 하나다. 현재 회장은 래리 두빈스키(Larry Dubinski)다. 프랭클린 협회의 수석 천문학자는 데릭 피츠다. 프랭클린 협회는 매년 벤저민 프랭클린 메달을 수여한다.

## 같이 보기
- 어린이 박물관